# Kamerernebti II.
Kamerernebti II. je bila kraljica supruga drevnoga Egipta kao supruga svog brata, faraona Menkaure. Bila je kćer faraona Kafre i kraljice Kamerernebti I., po kojoj je dobila ime. Bila je unuka faraona Kufua. S Menkaurom je bila majka princa Kuenre i princa Sekemre, a možda i faraona Šepseskafa. Osim što je bila kraljica, bila je Totova svećenica.
Smatra se da je pokopana u jednoj grobnici u Gizi jer je tamo spomenuta na kipu i natpisima. Ta je grobnica isprva bila namijenjena njenoj majci. S druge strane, moguće je da je pokopana u jednoj piramidi.

## Naslovi
Kamerernebtini naslovi:
- "Kraljeva najstarija kći od njegova tijela"
- "Kraljeva supruga"
- "Velika od hetes-žezla"

## Kip
Jedan kip prikazuje Menkauru i Kamerernebti zajedno. Menkaura stoji u iskoraku, a Kamerernebti je ovila svoju desnu ruku oko njega. Svojom lijevom dotiče njegovu lijevu ruku. Nazire im se smiješak dok ponosno stoje i gledaju naprijed.

## Vanjske poveznice
|  | Zajednički poslužitelj ima još gradiva o temi Kamerernebti II. |

Menkaura  Arhivirana inačica izvorne stranice od 11. listopada 2016. (Wayback Machine)